# マーク・サッコマーノ
マーク・エディソン・サッコマーノ（Mark Edison Saccomanno, 1980年4月30日 - ）は、アメリカ合衆国テキサス州ヒューストン出身の野球選手。ポジションは一塁手。右投右打。

## 経歴
2003年のMLBドラフトでヒューストン・アストロズから23巡目(全体689位)で指名され、6月12日に入団。ルーキー級のマーティンズビル・アストロズでプレー。
2004年はA+級のセイレム・アバランチェでプレー。
2005年からはAA級のコーパス・クリスティー・フックスに昇格。
2006年にはワールド・ベースボール・クラシック・イタリア代表にイタリア系アメリカ人として選出された。
2007年、AAA級のラウンドロック・エクスプレスに昇格。
2008年9月8日のピッツバーグ・パイレーツ戦でメジャーデビュー。代打で出場し、初打席初本塁打を記録した。2009年オフの11月9日にFAとなった。
2010年2月6日にフロリダ・マーリンズと契約。AA級のジャクソンビル・サンズやAAA級のニューオーリンズ・ゼファーズでプレーした。オフの11月6日にFAとなった。